# Intra Mölntorp
Intra Mölntorp AB är ett metallvaruföretag i Mölntorp vid Kolbäck, som grundades som Mölntorps Smidesfabrik 1871.
Metallindustrin i Mölntorp har sina rötter i en hammare, en vattendriven, mekaniserad smedja, på 1630-talet. Hammaren lades dock ned 1694 på grund av brist på skog för kolning, till förmån för verksamhet i Trångsforssmedjan i Hallstahammar. I slutet av 1700-talet byggdes en kvarn på platsen.
Svärdfejaren Gustav Emanuel Svalling (född omkring 1837) och hans svärfar smedsmästaren Carl Johan Lamberg arrenderade 1871 Stampholmen vid Mölntorpsfallet i Kolbäcksån av Mölntorps gård. De uppförde där en smidesfabrik för tillverkning av navare (timmermansborrar), liar, besman, klingor, knivar, floretter och ugnsjärn. Lambergs andel togs 1875 över av Mölntorps gårds ägare Pehr von Unge. 
Ägarna kom inte överens, när arrendekontraktet för marken, där fabriken låg, skulle omförhandlas 1895, varefter familjen von Unge övertog Mölntorps Smidesfabrik. Svalling startade för sin del ny tillverkning 1876 i Rosenfors söder om i Eskilstuna i samarbete med bröderna Bernhard och Oscar Libergs finsmidesmanufaktur. Libergs företag bedrevs under namnet Rosenfors manufakturverk på Bruksholmen, vilket 1896 ombildades till B & O Libergs Fabriks AB och 1921 köptes av Jernbolaget. Mölntorps Smidesfabrik koncentrerade sig därefter på pressade plåtdetaljer som skopor, oljekannor och andra mindre artiklar. samt borrar och smörkärnare.
År 1913 anställdes verkmästaren Gustaf Lundberg (född 1872) från Munktells i Eskilstuna som produktionschef. År 1917 köptes fabriken av Kungsörs Bleckkärlsfabrik AB, som ägdes av Arvid Hamrin (1867–1919). Företagen gick 1918 upp i det då grundade AB Plåtmanufaktur. 
Mölntorps Smidesfabrik ombildades 1924 till Mölntorps Verkstäder AB, dotterbolag till Kungsörs Bleckkärlsfabrik, med Gustaf Lundberg som vd. Företaget började i samarbete med Avesta Jernverk under andra delen av 1920-talet också tillverka produkter av rostfritt stål, som restaurang- och sjukhuskärl, diskbänkar, hinkar och kaffepannor, vid sidan av det tidigare sortimentet av smidesprodukter som besman, borrar och yxor samt artiklar av pressad plåt som oljekannor, silar och skopar. Under andra världskriget tillverkades bensinfat i stor skala.
Gustaf Lundberg efterträddes som chef 1948 av sonen Lars lundberg (född 1910), som var vd fram till 1978. Gustavsberg VVS AB köpte 1969 fabriken i Mölntorg, som då specialiserat sig på diskbänkar, av PLM. Företaget ombildades 1988 till Intra Gustavsberg Rostfria AB med Intra som majoritetsägare och Gustavsbergs Fabriker som minoritetsägare. Det blev helägt av Intra 1991 under namnet Intra Mölntorp AB.